# Sándor Garbai
Sándor Garbai (27 de marzo de 1879 hasta el 7 de noviembre de 1947) fue un político socialista húngaro. Llegó al poder como primer ministro el 21 de marzo de 1919 en alianza con los comunistas, y proclamó una república soviética. Aunque Garbai se mantuvo como jefe titular de la República Soviética Húngara para la mayoría, la autoridad práctica estaba en manos del ministro de Relaciones Exteriores comunista, Béla Kun.
Mátyás Rákosi después bromeó diciendo que los líderes judíos de la Revolución aceptaron al gentil Garbai para tener a alguien que firmase las sentencias de muerte los sábados.
Participó en las fallidas negociaciones con el enviado de la Triple Entente a Hungría, el general sudafricano Jan Smuts a comienzos de abril de 1919 que lo lograron detener los enfrentamientos entre Hungría y los países vecinos.